# 옌니 프란손
안나 옌니 에바 마리아 프란손(스웨덴어: Anna Jenny Eva Maria Fransson, 1987년 7월 18일~)은 스웨덴의 레슬링 선수이다. 2016년 하계 올림픽에서 여자 자유형 라이트헤비급 동메달을 획득했으며 세계 선수권 대회에서 금메달 1개, 은메달 1개를 획득했다. 